# Barwick
Barwick je město v BrooksCounty, a v Thomas County, v Georgii, ve Spojených státech amerických. V roce 2011 žilo ve městě 386 obyvatel.

## Demografie
Podle sčítání lidí v roce 2000 žilo ve městě 444 obyvatel, 181 domácností a 110 rodin. V roce 2011 žilo ve městě 183 mužů (47,4%), a 203 žen (52,6%). Průměrný věk obyvatele je 41 let.